# Adelotus brevis
Adelotus brevis је водоземац из реда жаба (Anura) и породице Limnodynastidae. 

## Распрострањење
Ареал врсте је ограничен на једну државу. Аустралија је једино познато природно станиште врсте.

## Станиште
Станишта врсте су шуме и слатководна подручја. 

## Угроженост
Ова врста је на нижем степену опасности од изумирања, и сматра се скоро угроженим таксоном.